# Malcolm Mitchell-Thomson, 3. Baron Selsdon
Malcolm McEacharn Mitchell-Thomson, 3. Baron Selsdon (* 27. Oktober 1937; † 18. September 2024) war ein britischer Peer, Politiker und Geschäftsmann.

## Leben
Malcolm Mitchell-Thomson war der Sohn des Rennfahrers Patrick Mitchell-Thomson, 2. Baron Selsdon, aus dessen erster Ehe mit Phoebette Swithinbank. 1965 heiratete er in erster Ehe Patricia Anne Smith. Aus dieser Ehe stammt ein Sohn und Erbe, Callum Callum Malcolm McEacharn Mitchell-Thomson, 4. Baron Selsdon (* 1969). Nach der Scheidung von seiner ersten Frau heiratete er 1995 Gabrielle Williams in zweiter Ehe.
Nach dem Besuch des Winchester College diente er von 1956 bis 1958 in der Royal Navy und schied als Sub-Lieutenant der Reserve aus dem Militärdienst aus. Zwischen 1959 und 1963 arbeitete Lord Selsdon für die UAM Group, von 1964 bis 1972 für die Werbeagentur London Press Exchange Group und von 1972 bis 1976 für die Merchant Bank Singer & Friedlander. Danach wechselte er zu Midland Bank, wo er 1976 bis 1990 als Director für International Banking und Berater für öffentliche Finanzierungen wirkte. Zwischen 1978 und 1998 arbeitete er für die Merloni Gruppe und von 1994 bis 1998 für Raab Karcher. Seit 1996 arbeitete er für die MJ Gleeson Group.

## Verbandstätigkeiten
2001 wurde er Präsident der Anglo-Swiss Society. Zwischen 1992 und 1998 war Malcolm Mitchell-Thomson Präsident der British Exporters’ Association, des britischen Verbands der Exportunternehmen.

## Politik
Malcolm Mitchell-Thomson erbte 1963 beim Tod seines Vaters den Titel Baron Selsdon und erhielt dadurch einen Sitz im House of Lords. Seine feierliche Einführung ins House of Lords erfolgte am 30. Juli 1963. Im Parlament gehörte er der Fraktion der Conservative Party an. Nach dem Inkrafttreten des House of Lords Act 1999 gehörte er zu dem 92 erblichen Lords, die ihr Mandat behalten konnten. Wegen fortgesetzter Abwesenheit bei den Sitzungen seit dem Beginn der Legislaturperiode wurde seine Mitgliedschaft im Oberhaus am 11. Mai 2021 beendet.
Von 1972 bis 1978 war er britischer Delegierter in der Parlamentarischen Versammlung des Europarates.